# Théo Mendy
Théodore Bernard "Théo" Mendy (sinh 18 tháng 7 năm 1990) là một cầu thủ bóng đá Sénégal đang thi đấu cho Adana Demirspor.

## Sự nghiệp câu lạc bộ
Anh ra mắt thi đấu chuyên nghiệp tại Segunda Liga cho Desportivo das Aves ngày 22 tháng 8 năm 2015 trong trận đấu với Portimonense.